# جائزة إيطاليا الكبرى 2004
جائزة إيطاليا الكبرى 2004 (بالإنجليزية: 2004 Italian Grand Prix)‏ هو سباق فورمولا 1 أقيم بتاريخ 12 سبتمبر 2004 في حلبة مونزا، إيطاليا. كان الخامس عشر من أصل 18 في بطولة العالم لسباقات الفورمولا واحد موسم 2004. حلّ البرازيلي روبنز باركيلو أولا بينما جاء الألماني مايكل شوماخر في المركز الثاني وحصل على المركز الثالث البريطاني جنسن باتون.